# Suzanne Curchod
  Suzanne Curchod    (Crassier, 2 de juny de 1737 - Beaulieu Castle, 15 de maig de 1794) fou una escriptora francosuïssa que va dirigir un dels salons més destacats de l'Antic règim. També va liderar el desenvolupament de l'Hospice de Charité, un petit hospital de París que avui dia existeix com a Hospital de Necker-Enfants Malades. Era la dona de qui seria el ministre de finances francès Jacques Necker, i sovint es referencia en documents històrics com a Madame Necker.
Curchod era de família humil, però va rebre una bona educació, dominava el llatí i mostrava aptitud per les matemàtiques i la ciència. El seu primer saló era un grup literari anomenat Académie des Eaux, i comprenia un cercle d'estudiants de Lausana que presidia Curchod. El 1764 es va casar amb Jacques Necker, aleshores banquer,amb qui va tenir una filla, Anne Louise Germaine, que seria coneguda més endavant com Madame de Staëli en l'educació de la qual va resultar decisiva la formació de la mare.
Necker va esdevenir ministre de finances el 1776 sota el regnat del rei Lluís XVI; i devia bona part del seu èxit al saló de la seva dona. Allà es reunien personalitats com Jean-François Marmontel, Jean-François de La Harpe, el comte de Buffon, Friedrich Melchior, Baron von Grimm, Gabriel Bonnot de Mably, Jacques-Henri Bernardin de Saint-Pierre, Antoine Léonard Thomas, i els compiladors de l'Encyclopédie incloent-hi Denis Diderot i Jean le Rond d'Alembert.
En aquella època, el sistema d'hospitals francesos no era satisfactori, especialment pel que fa a la saturació que hi havia. Aquestes males condicions van portar el govern a fer reformes, i com a ministre de finances, Jacques Necker hi era especialment influent. Madame Necker va voler millorar l'atenció als pacients mantenint l'eficiència financera de la institució, tal com es detalla al prefaci del primer informe anual de l'hospital. Curchod resumia els seus objectius a "ensenyar la possibilitat d'atendre persones malaltes, cadascuna en el seu propi llit, amb tota l'atenció dictada per la humanitat més generosa, sense excedir un preu fixat". Emfasitzava la importància de la higiene, especialment la bona ventilació. Va ser un model suficient, tot i que els índexs de mortalitat seguien sent força alts.
Va escriure sobre temes literaris i morals.